# Heylaertsia
Heylaertsia is een geslacht van vlinders van de familie zakjesdragers (Psychidae).

## Soorten
- H. fusca (Hampson, 1893)
- H. griseata (Hampson, 1893)
- H. nudilineata (Hampson, 1893)
- H. quadripuncta (Hampson, 1892)